# Бил Брайсън
Уилям (Бил) Макгуайър Брайсън (на английски: William „Bill“ McGuire Bryson) е американски писател, автор на книги за пътешествия и наука, много от които стават бестселъри.

## Биография и творчество
Бил Брайсън е роден на 8 декември 1951 г. в САЩ, но през голяма част от живота си живее в Северен Йоркшър, Англия. През 1995 г. Бил Брайсън се завръща със семейството си в САЩ, но през 2003 г. отново се мести в Англия, и днес живее в Норфолк.
Пред 2015 г. романът му „A Walk in the Woods“ е екранизиран в едноименния филм с участието на Робърт Редфорд, Ник Нолти и Ема Томпсън.

### Екранизации
- 1999 Bill Bryson: Notes from a Small Island – документален ТВ сериал
- 2015 A Walk in the Woods – по романа